# Indie rock
Indie rock, pogosteje Indie, je glasbeni žanr rock glasbe, ki se je v poznih sedemdesetih in zgodnjih osemdesetih letih 20. stoletja razvijal v Združenih državah Amerike, Združenem kraljestvu in Novi Zelandiji.
Izraz se je sprva uporabljal za glasbenike, ki so neodvisno izdajali svojo glasbo, danes pa ga bolj povezujemo le z glasbo, ki so jo ti glasbeniki proizvajali. Prav iz tega razloga indie rock pogosto opisujemo tudi kot alternativni rock ali "guitar pop rock".

## O glasbi
Izraz "Indie rock" prihaja iz angleške besede "independent", ki pomeni neodvisen, in opisuje glasbenike, ki ustvarjajo neodvisno in izdajajo albume pri neodvisnih založbah, neodvisen pa je tudi njihov pogled na zvočno aranžiranje skladb. To aranžiranje je lahko zelo različno, zato so si različne tudi same podskupine. Tako med indie-rockerje uvrščajo newyorške noise virtuoze Sonic Youth, washingtonske »odrasle pankerje« Fugazi, pa tudi mojstre »uničevanja« mirnih pop skladb Pavement, in konec koncev novo ime svetovne glasbene scene, Franz Ferdinand. Raznolikost je torej neizpodbitna.

## Zgodovina
BBC v svojem dokumentarcu Music for Misfits: The Story of Indie, kot rojstvo indie glasbe navaja izid Spiral Scratch EP-a, ki ga je, leta 1977, skupina Buzzcocks izdala neodvisno. Buzzcocks so sicer pogosteje opisani kot punk rock skupina, vendar je BBC mnenja, da je neodvisna izdaja Spiral Scratch EP-a doprinesla k nastanku imena "indie".

## Podzvrsti

### Od leta 1990
- Lo fi: Dump, Anima Sound System, Sebadoh, Guided by Voices
- Noise rock: Unwound, Shellac, Blonde Redhead, Enon
- Riot Grrl: Bikini Kill, Bratmobile
- Math rock: Chavez, Jesus Lizard, June of '44
- Post rock: Slint, Mogwai, Godspeed You! Black Emperor
- Twee pop: Belle & Sebastian
- Post Hardcore: Fugazi, Les Savy Fav

### Od leta 2000
- Post-Punk Revival: Franz Ferdinand, Bloc Party, Editors, Interpol, The Cribs, The Killers, The Coral, Dubioza, Arctic Monkeys, Catfish and the Bottlemen
- Garage Rock Revival: The Strokes, Ikara Colt, The Libertines, Mclusky, The Vines, The Von Bondies, Be Your Own Pet
- Noise Rock: Melt-Banana, The Locust, Lightning Bolt, Neptune, HEALTH, PRE, Male Bonding, Abe Vigoda, Foot Village
- Dance-punk: !!!, The Rapture, Liars, These Are Powers
- Baroque Pop: Arcade Fire, Danielson Famile, Sufjan Stevens, The Decemberists, John Vanderslice, Broken Social Scene, Islands (skupina), Stars
- New Prog: Mew, Porcupine Tree
- New Weird America ali Freak Folk: Devendra Banhart, Joanna Newsom, Animal Collective, Six Organs of Admittance, The Luyas, Women
- Psych-Folk: No-Neck Blues Band, Brightblack Morning Light, Wooden Wand and the Vanishing Voice, Entrance, The Dodos, Liam Finn